# Języki malajsko-polinezyjskie

Zasięg geograficzny języków malajsko-polinezyjskich na obszarze Archipelagu Malajskiego i Madagaskaru

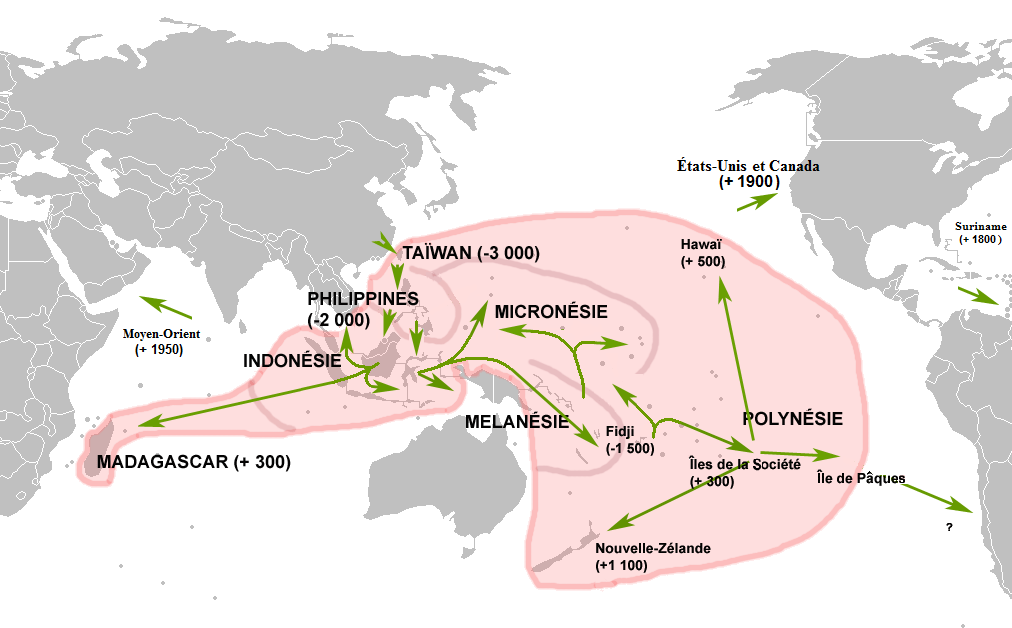
Migracje ludów austronezyjskich

Języki malajsko-polinezyjskie – grupa językowa obejmująca większość języków (1248) w ramach rodziny języków austronezyjskich, używanych przez ponad 300 mln osób. Wszystkie pozostałe 20 języków austronezyjskich, podzielone na kilka grup, są w użyciu jedynie na Tajwanie.

## Uproszczona klasyfikacjaEthnologue
- Balijsko-sasackie (m.in. język balijski)
- Barito (m.in. język malgaski)
- Grupa centralno-wschodnia
  - Centralne
  - Wschodnie
    - Języki oceaniczne (niemal 500 języków, m.in. języki mikronezyjskie i polinezyjskie)
    - Języki południowohalmaherskie i zachodnionowogwinejskie
- Chamorro – język czamorro
- Gayo – język gayo
- Jawajskie (m.in. język jawajski)
- Kayan-murik
- Dajaków lądowych
- Madurskie (m.in. język madurski)
- Malajskie (m.in. język malajski i indonezyjski)
- Mesofilipińskie
  - Środkowofilipińskie (m.in. język tagalski)
- Północnofilipińskie
- Północno-zachodnie
- Palauański
- Punan-nibong
- Sama-bajaw
- Południowe mindanao
- Południowofilipińskie
- Celebeskie
- Sumatrańskie
- Sundajskie (m.in. język sundajski)